# Banchō Sarayashiki
Banchō Sarayashiki (番町皿屋敷, A Mansão do Prato em Banchō) é uma história japonesa de fantasmas de amantes separados por classes sociais, quebra de promessas e confiança, levando a um desfecho funesto.

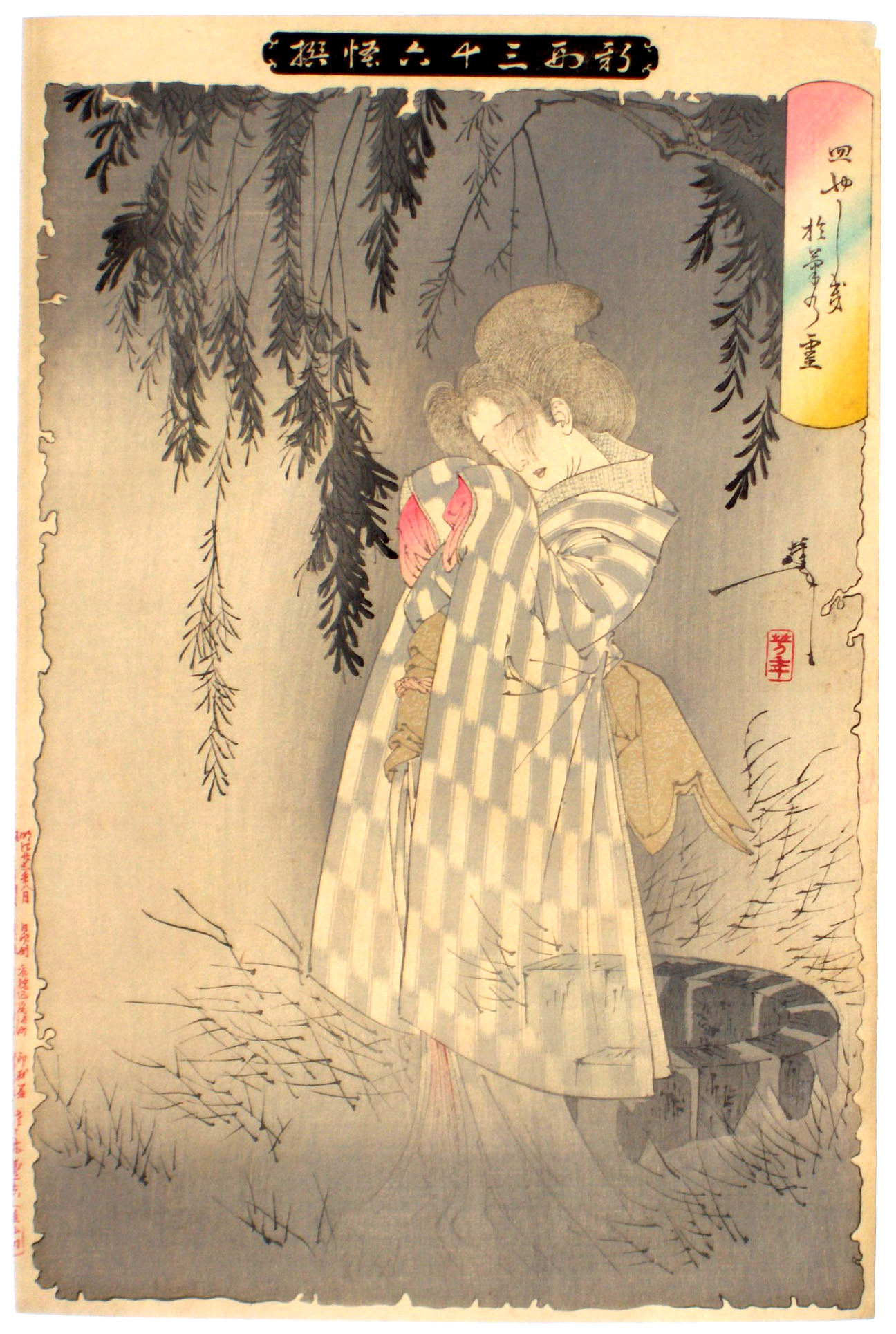
Pintura de Okiku por Yoshitoshi Tsukioka.

A história de Okiku e os Nove Pratos é uma das mais famosas do folclore japonês, e continua a repercutir pelo público atualmente.

## História
A história de Okiku é antiga, e suas origens são desconhecidas; porém, foi primeiramente apresentada com o título Banchō Sarayashiki em julho de 1741, no teatro Toyotakeza. A conhecida lenda fantasmagórica foi adaptada em uma produção de ningyō jōruri por Asada Itcho e Tamenaga Tarobei I. Como muitos teatros de fantoches bem sucedidos, uma versão em Kabuki foi criada logo em seguida, e em setembro de 1924 Banchō Sarayashiki foi encenada no teatro Naka no Shibai, estrelando Otani Tomoemon II e Arashi Koroku IV nos papéis de Aoyama Daihachi e Okiku.
Uma versão de Kabuki em um ato foi criada em 1850 por Segawa Joko III, sob o título Minoriyoshi Kogane no Kikuzuki (実成金菊月), que estreou no teatro Nakamuraza com Ichikawa Danjūrō VIII e Ichikawa Kodanji IV nos papéis de Tetsuzan e Okiku. Esta adaptação em um ato não foi popular e rapidamente terminou, até que voltou a ser apresentada em junho de 1971 no teatro Shimbashi Embujō, estrelando a popular dupla Kataoka Takao e Bando Tamasaburō V nos papéis de Tetsuzan e Okiku.
A adaptação mais popular e conhecida de Banchō Sarayashiki, escrita por Kido Okamoto, estreou em fevereiro de 1916 no teatro Hongōza, com Ichikawa Sadanji II e Ichikawa Shōchō II nos papéis do Senhor Harima e Okiku. Era uma versão moderna da clássica história de fantasmas em que o conto de horror foi substituído por um profundo estudo psicológico das motivações dos dois personagens.
Outra adaptação foi feita em 2002, na quarta história da novela da televisão japonesa Kaidan Hyaku Monogatari (怪談百物語).

## Sumário do enredo

### Versão popular
Havia uma linda serva de nome Okiku. Ela trabalhava para o samurai Aoyama Tessan. Okiku frequentemente recusava seus avanços, então ele a enganou fazendo-a acreditar que ela descuidadamente perdeu um dos dez preciosos pratos de cerâmica de Delft da família. Tal crime normalmente resultaria em morte. Em um frenesi, ela contou e recontou os nove pratos muitas vezes. Apesar disso, ela não conseguiu encontrar o décimo e foi até Aoyama aos prantos, sentindo-se culpada. O samurai propôs ignorar o problema caso ela finalmente se tornasse sua amante, mas ela novamente recusou-se. Enfurecido, Aoyama a jogou no fundo de um poço para que morresse.
Dizem que Okiku tornou-se um fantasma vingativo que atormentava seu assassino contando até nove e então dando um grito terrível para representar o décimo prato perdido - ou talvez ela estava se atormentando e ainda tentando encontrar o décimo prato, mas gritava agoniada quando ela nunca encontrava-o. Em algumas versões da história este tormento continuava até que um exorcista ou um vizinho gritasse "Dez!" em alto tom no final de sua contagem. O fantasma de Okiku então finalmente tranquilizava-se quando percebia que alguém havia encontrado o prato para ela, e deixava de assombrar o samurai.

### Versão do Ningyō Jōruri
Hosokawa Katsumoto, o Senhor do castelo de Himeji, ficou seriamente doente. O herdeiro de Katsumoto, Tomonosuke, planeja dar um jogo de dez pratos preciosos para o xogum para assegurar sua sucessão. Entretanto, o chefe dos serviçais, Asayama Tetsuzan, planeja assumir seu lugar. O serviçal de Tomonosuke, Funase Sanpei Taketsune, está noivo de uma dama de companhia: Okiku. Tetsuzan planheja forçar Okiku para auxiliá-lo a matar Tomonosuke.
Tetsuzan, através de um espião, furta um dos dez pratos e chama Okiku para trazer a caixa contendo os pratos para a sua sala. Lá, ele tenta seduzir Okiku. Ela se recusa devido ao seu amor por Taketsune. Rejeitado, Tetsuzan pede então para Okiku contar os pratos, ao que ela encontra somente nove. Ele a culpa pelo roubo e se oferece para mentir por ela caso ela se tornasse sua amante. Okiku novamente recusa e Tetsuzan a espanca com uma espada de madeira.
Tetsuzan a suspende sobre um poço e, eroticamente apreciando sua tortura, a baixa no poço diversas vezes, a espancando quando içada. Ele a ordena a se tornar sua amante e ajudá-lo no assassinato de Tomonosuke. Ela se recusa novamente, ao que Tetsuzan a golpeia com sua espada, jogando seu corpo no poço.
Enquanto limpava sua espada, o som de uma voz contando pratos vem do poço. Tetsuzan percebe que é o fantasma de Okiku, mas fica inteiramente impassível. A peça termina com o fantasma de Okiku erguendo-se do poço, com Tetsuzan olhando para ela desdenhosamente.

### Versão de Kido Okamoto

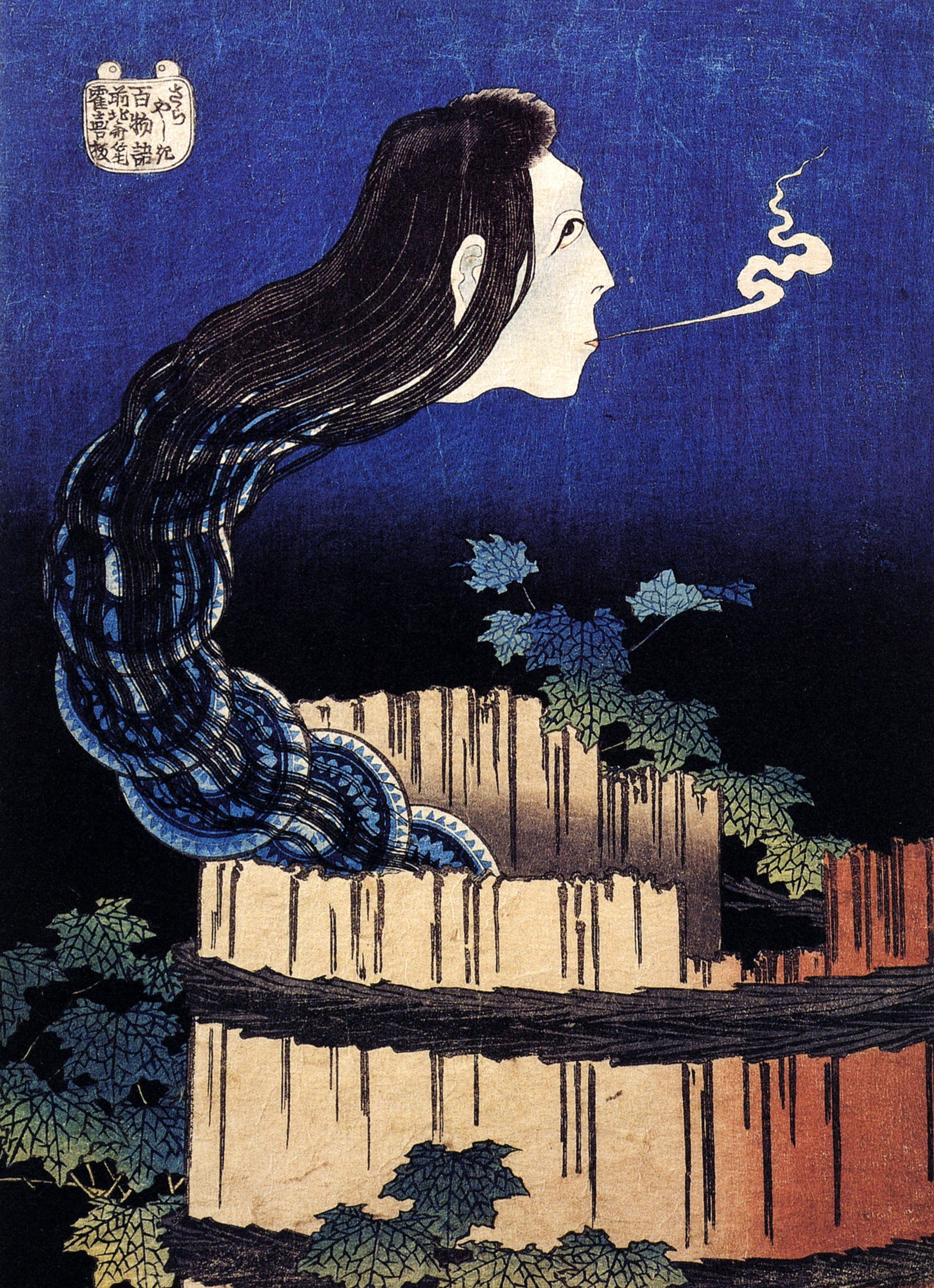
Uma pintura ukiyo-e de Hokusai representando Okiku

Em 1655, em Edo, um vassalo do xogum Aoyama Harima apaixona-se pela jovem serva Okiku. Aoyama prometeu casar com ela, mas recentemente recebeu uma auspiciosa proposta de casamento de uma tia. Aoyama promete a Okiku que ele irá honrar seu amor, e recusar a proposta.
Okiku duvida e o testa, quebrando um de seus dez preciosos pratos que são o tesouro da família Aoyama. A punição tradicional para quem quebrasse um dos pratos é a morte, que é exigida pela família de Aoyama.
Primeiramente, Aoyama é convencido que Okiku quebrou o prato por acidente e a perdoa, mas quando Okiku revela que quebrou o prato como uma prova de amor, Aoyama se enfurece e a mata. Ele então a joga em um poço.
Desde então, o fantasma de Okiku é visto entrando na casa e contando os pratos, de um a nove. Encontrando-a no jardim, Aoyama vê que sua face fantasmagórica não é de vingança, mas é bela e calma. Fortalecendo-se com isso, ele comete seppuku e se junta a ela na morte.

#### Influência romântica
A versão de Kido Okamoto é notável por ser uma adaptação muito mais romântica da história, similar a versão do Kabuki de Botan Doro. Isso foi uma influência da restauração Meiji, que trouxe peças ocidentais para o Japão pela primeira vez. Peças ocidentais foram muito mais notáveis por elementos românticos, e isso foi adaptado no estilo de teatro conhecido como Shin Kabuki (新歌舞伎). Shin Kabuki foi basicamente uma malsucedida fusão do Ocidental e Oriental, apesar de que o Banchō Sarayashiki de Okamoto permanece como um dos poucos clássicos.

## Okiku e Ukiyo-e
Assim como muitas peças de Kabuki, Okiku foi um assunto popular para artistas de ukiyo-e. Em 1830, Katsushika Hokusai incluiu ela como uma dos kaidan em sua série Cem contos (百物語, Hyaku monogatari). Ekin, um artista um pouco notório que teve problemas com a lei, pintou um Byobu-e de Okiku sendo acusada por Tetsuzan Aoyama e seu irmão Chuta.
Mais notavelmente, ela apareceu como uma das formas na Compilação de novas formas de trinta e seis fantasmas (新形三十六怪撰, Shinkei Sanjūrokkaisen) por Yoshitoshi Tsukioka. Seu retrato de Okiku é extraordinariamente simpático, ao contrário dos fantasmas vistos como aparições temíveis pelos japoneses do século XIX, refletindo uma tendência geral na sua obra posterior.

## Influências na cultura japonesa
Em 1795, velhos poços no Japão sofreram um infestação de um tipo de larva que ficou conhecida como "inseto de Okiku" (お菊虫, Okiku mushi). Acreditava-se que esta larva, coberta com finos fios que parecem ter sido ligados, seria uma reencarnação de Okiku.
Como a versão do ningyō jōruri é localizada no castelo de Himeji, uma popular atração turística no castelo é Okiku Ido, ou Poço de Okiku. Tradicionalmente, este seria o poço onde o corpo da infeliz criada foi atirado depois de ser morta por Tetsuzan. Embora o castelo seja fechado à noite, dizem que seu fantasma ainda de levanta todas as noites do poço e conta até nove antes de gritar e retornar.
O jogo de NES Monster Party tem um chefe de nome "The haunted well" (literalmente "O poço assombrado"), um poço que ataca arremessando pratos no jogador, em refererência ao conto. Mas já que o jogo foi lançado somente nos Estados Unidos, muitos jogadores não entendiam a ideia.
A mangaka Rumiko Takahashi incluiu uma paródia da lenda de Okiku em sua comédia romântica Maison Ikkoku, publicada na revista Big Comic Spirits de 1980 a 1987;[carece de fontes?] a série depois virou desenho animado para a televisão japonesa. Retratara a história de Godai, um infeliz estudante universitário que galanteia e conquista sua linda senhoria viúva, Kyoko, apesar das frequentes palhaçadas dos outros moradores de Ikkoku-kan, a pensão administrada por Kyoko. Como parte de um evento de Obon, os residentes de Ikkoku-kan participam de um festival de verão; Kyoko se veste como Okiku e supostamente teria de se esconder em um poço raso. Entretanto, sendo esta uma comédia romântica, nada sai como planejado.
No mangá Gintama, há uma paródia da história quando o trio Yorozuya ajuda um homem a organizar um "teste de coragem".